# Медовець плямистоволий
Медо́вець плямистоволий (Lichmera squamata) — вид горобцеподібних птахів родини медолюбових (Meliphagidae). Ендемік Індонезії.

## Поширення і екологія
Плямистоволі медовці мешкають на південних Молуккських островах, зокрема на островах Ветар і Танімбар. Живуть в тропічних і мангрових лісах та чагарникових заростях.